# Stellaria yunnanensis
Stellaria yunnanensis är en nejlikväxtart som beskrevs av Adrien René Franchet. Stellaria yunnanensis ingår i släktet stjärnblommor, och familjen nejlikväxter. Inga underarter finns listade i Catalogue of Life.